# Outlaws and Angels
Pour plus de détails, voir Fiche technique et Distribution.
Outlaws and Angels est un film américain réalisé par JT Mollner, sorti en 2016,,,.

## Distribution
- Chad Michael Murray : Henry
- Francesca Eastwood : Florence Tildon
- Teri Polo : Ada Tildon
- Frances Fisher : Esther
- Luce Rains : Augustus
- Luke Wilson : Josiah
- Steven Michael Quezada : Alonzo
- Ben Browder : George Tildon
- Madisen Beaty : Charlotte Tildon
- Keith Loneker : Little Joe
- Nathan Russell : Charlie
- Connor Paolo : Connor
- Lela Rose Allen : Lulu